# Tetragnatha granti
Tetragnatha granti är en spindelart som beskrevs av Pocock 1903. Tetragnatha granti ingår i släktet sträckkäkspindlar, och familjen käkspindlar.
Artens utbredningsområde är Socotra. Inga underarter finns listade i Catalogue of Life.